# Gonyleptoidea
Los gonileptoideos (Gonyleptoidea) son una superfamilia de opiliones grasatores. Incluye alrededor de 2 500 especies distribuidas en el trópico. Se caracterizan por tener los genitales masculinos simplificados, con el glande subapical en el tronco.
Gonyleptoidea es el único grupo de opiliones que presenta cuidado maternal de su descendencia.

## Familias
- Agoristenidae Šilhavý, 1973
- Cosmetidae Koch, 1839
- Cranaidae Roewer, 1913
- Cryptogeobiiidae Kury, 2014
- Gerdesiidae Bragagnolo, Hara & Pinto-da-Rocha, 2015
- Gonyleptidae Sundevall, 1833
- Manaosbiidae Roewer, 1943
- Metasarcidae Kury, 1994
- Otilioleptidae Acosta, 2019
- Stygnidae Simon, 1879

Las siguientes familias fueron transferidas a la superfamilia Assamioidea:
- Assamiidae Sørensen, 1884
- Stygnopsidae Sørensen, 1932

- Datos: Q5582129
- Multimedia: Gonyleptoidea / Q5582129
- Especies: Gonyleptoidea